# Urak
Der Urak (russisch Урак) ist ein 229 km langer Zufluss des Ochotskischen Meeres in der Region Chabarowsk im Fernen Osten Russlands.

## Flusslauf
Der Urak entspringt an der Westflanke des Urak-Plateaus auf einer Höhe von etwa 900 m. Der Urak fließt in überwiegend östlicher Richtung durch das Bergland. Dabei nimmt er die Nebenflüsse Utschulikaan, Kotla, Njut, Taklakan und Ketanda von links sowie Chotortschan und Jurowka von rechts auf. Auf den letzten 50 km strömt der Urak in südsüdöstlicher Richtung zum Meer. Die Ochota verläuft auf dieser Strecke 13 km weiter östlich. Der Urak mündet schließlich 23 km westlich von Ochotsk in das Ochotskische Meer. An der Mündung befindet sich eine lagunenartige Bucht, die durch eine Nehrung vom offenen Meer getrennt wird. Östlich der Mündung befindet sich das Dorf Wostrezowo.

## Hydrologie
Der Urak entwässert ein Areal von 10.700 km². Der mittlere Abfluss liegt bei 108 m³/s.

## Tierwelt
Das Flusssystem des Urak nutzen verschiedene Lachsfische zum Laichen, darunter Silberlachs, Ketalachs, Buckellachs und Rotlachs. Weitere Fische im Fluss sind Dolly-Varden-Forelle, der Japan-Saibling und Äschen.